# 이언 하트 (축구 선수)
이언 하트(Ian Harte)는 아일랜드의 전 축구 선수이다. 그는 2002 한일 월드컵에 참가한 바 있다.